# Dietrich von Gladiß
Dietrich von Gladiß (* 7. Juni 1910 in Diedenhofen; † seit 12. August 1943 bei Charkow vermisst) war ein deutscher Historiker und Diplomatiker.
Dietrich von Gladiß entstammte einer alten Adelsfamilie. Nach Besuch des Gymnasiums in Detmold trat er 1929 als Offiziersanwärter in die Reichswehr ein. Noch im gleichen Jahr begann er jedoch ein Studium der Geschichte zunächst in München und dann in Göttingen. Bei Alfred Hessel promovierte er 1933 mit seinen Beiträgen zur staufischen Reichsministerialität. 1934 wurde er Mitarbeiter der Monumenta Germaniae Historica. 1935 begann er die Urkunden Heinrichs IV. zu bearbeiten. In nur drei Jahren gelang es ihm mehr als die Hälfte der rund 500 Urkunden druckfertig zu stellen und den Rest bis zu Beginn des Krieges kritisch zu bearbeiten. Eine Leistung, die in der modernen Urkundenforschung ohne Vorbild ist. Die systematische Erforschung der Kanzlei Heinrichs IV. bildete die Grundlage für seine 1938 erfolgte Habilitation in Gießen. Ein Jahr später wurde er zum Dozenten ernannt. Später erfolgte die Umhabilitation nach Göttingen, doch konnte er eine Lehrtätigkeit nicht mehr ausüben. Auch im Krieg widmete er sich weiter der Fertigstellung der Urkundenausgabe. 1941 erschien das erste Heft der Urkunden Heinrichs IV. bis 1076, das zweite Heft 1943. Seit dem 12. August 1943 wird er nach den Kämpfen bei Charkow vermisst.

## Edition
- D H IV: Die Urkunden Heinrichs IV. / Heinrici IV. Diplomata (MGH DD 6/1–3), Teil 1: Die Urkunden Heinrichs IV. 1056–1076, herausgegeben von Dietrich von Gladiss, Hannover 1941 (ND 1978), Teil 2: Die Urkunden Heinrichs IV. 1077–1106, herausgegeben von Dietrich von Gladiss, Hannover 1952 (ND 2001), Teil 3: Einleitung, Nachträge, Verzeichnisse, herausgegeben von Alfred Gawlik, Hannover 1978.

## Schriften
- Beiträge zur Geschichte der staufischen Reichsministerialität. Berlin 1934.
- Die Schenkungen der deutschen Könige zu privatem Eigen (800–1137). In: Deutsches Archiv für Geschichte des Mittelalters. Band 1, 1937, S. 80–137 (online).
- Adel und Freiheit im deutschen Staat des frühen Mittelalters. In: Deutsches Archiv für Geschichte des Mittelalters. Band 2, 1938, S. 172–189 (online).
- Ein übersehenes Diplom Heinrichs III. In: Deutsches Archiv für Geschichte des Mittelalters. Band 3, 1939, S. 497–499 (online).